# División de Honor Masculina B de hockey hierba 2024-25
La División de Honor Masculina B de hockey hierba 2024-25 es la temporada 2024-25 de la División de Honor Masculina B de hockey hierba. La disputan dieciséis equipos divididos en dos grupos (1 y 2).

## Equipos
| Equipo                           | Localidad               | Estadio |
| -------------------------------- | ----------------------- | ------- |
| Atlético San Sebastián           | San Sebastián           |         |
| Sanse Complutense                | Madrid                  |         |
| CH Carpesa                       | Carpesa                 |         |
| C.D. Giner de los Ríos           | Valencia                |         |
| Real Sociedad                    | San Sebastián           |         |
| Real Club Jolaseta               | Guecho                  |         |
| Atlètic Terrassa Hockey Club     | Tarrasa                 |         |
| Sardinero Hockey Club            | Santander               |         |
| Club Atlético San Vicente Hockey | San Vicente del Raspeig |         |
| PEDRALBES HC                     | Barcelona               |         |
| HC Sant Cugat                    | San Cugat del Vallès    |         |
| Club Egara                       | Tarrasa                 |         |
| Iluro HC                         | Mataró                  |         |
| RH Benalmádena                   | Benalmádena             |         |
| Vallès Esportiu                  | Sardañola del Vallés    |         |
| CH Barrocanes                    | Barrocas                |         |

## Fase 1

### Grupo 1
|                                                                      | Equipo                       | Puntos | J | G | E | P | GF | GC | DG  |
| -------------------------------------------------------------------- | ---------------------------- | ------ | - | - | - | - | -- | -- | --- |
| 1                                                                    | Sardinero HC                 | 22     | 8 | 7 | 1 | 0 | 16 | 5  | 11  |
| 2                                                                    | CH Carpesa                   | 14     | 8 | 4 | 2 | 2 | 16 | 13 | 3   |
| 3                                                                    | Sanse Complutense            | 13     | 8 | 3 | 4 | 1 | 20 | 14 | 6   |
| 4                                                                    | Real Sociedad                | 11     | 7 | 3 | 2 | 2 | 14 | 11 | 3   |
| 5                                                                    | Atlético San Sebastián       | 9      | 8 | 3 | 0 | 5 | 18 | 17 | 1   |
| 6                                                                    | Atlètic Terrassa Hockey Club | 9      | 7 | 2 | 3 | 2 | 12 | 13 | -1  |
| 7                                                                    | C.D. Giner de los Ríos       | 7      | 8 | 2 | 1 | 5 | 8  | 19 | -11 |
| 8                                                                    | RC Jolaseta                  | 1      | 8 | 0 | 1 | 7 | 7  | 19 | -12 |
| Fuente: Real Federación Española de Hockey; actualización automática |                              |        |   |   |   |   |    |    |     |

### Grupo 2
|                                                                      | Equipo                           | Puntos | J | G | E | P | GF | GC | DG  |
| -------------------------------------------------------------------- | -------------------------------- | ------ | - | - | - | - | -- | -- | --- |
| 1                                                                    | PEDRALBES HC                     | 19     | 8 | 6 | 1 | 1 | 29 | 17 | 12  |
| 2                                                                    | Club Egara                       | 17     | 8 | 5 | 2 | 1 | 27 | 15 | 12  |
| 3                                                                    | Valles Esportiu                  | 17     | 8 | 5 | 2 | 1 | 24 | 14 | 10  |
| 4                                                                    | HC Sant Cugat                    | 13     | 8 | 3 | 4 | 1 | 21 | 15 | 6   |
| 5                                                                    | Club Atlético San Vicente Hockey | 8      | 8 | 2 | 2 | 4 | 24 | 28 | -4  |
| 6                                                                    | CH Barrocanes                    | 8      | 8 | 2 | 2 | 4 | 14 | 24 | -10 |
| 7                                                                    | RH Benalmádena                   | 6      | 8 | 2 | 0 | 6 | 20 | 32 | -12 |
| 8                                                                    | ILURO HOCKEY CLUB                | 1      | 8 | 0 | 1 | 7 | 7  | 21 | -14 |
| Fuente: Real Federación Española de Hockey; actualización automática |                                  |        |   |   |   |   |    |    |     |

## Fase 2
En esta fase, los cuatro primeros del grupo 1 y los cuatro primeros del grupo 2 van al grupo A, mientras que el resto van al grupo B.

### Grupo A
En este grupo, se compite para decidir los enfrentamientos en playoffs, de tal manera que el primero se enfrentará al último, el segundo al penúltimo, etc.
|                                                                 | Equipo | Puntos | J | G | E | P | GF | GC | DG |
| --------------------------------------------------------------- | ------ | ------ | - | - | - | - | -- | -- | -- |
| 1                                                               |        |        |   |   |   |   |    |    |    |
| 2                                                               |        |        |   |   |   |   |    |    |    |
| 3                                                               |        |        |   |   |   |   |    |    |    |
| 4                                                               |        |        |   |   |   |   |    |    |    |
| 5                                                               |        |        |   |   |   |   |    |    |    |
| 6                                                               |        |        |   |   |   |   |    |    |    |
| 7                                                               |        |        |   |   |   |   |    |    |    |
| 8                                                               |        |        |   |   |   |   |    |    |    |
| Fuente: Federación Española de Hockey; actualización automática |        |        |   |   |   |   |    |    |    |

### Grupo B
|                                                                 | Equipo | Puntos | J | G | E | P | GF | GC | DG |
| --------------------------------------------------------------- | ------ | ------ | - | - | - | - | -- | -- | -- |
| 1                                                               |        |        |   |   |   |   |    |    |    |
| 2                                                               |        |        |   |   |   |   |    |    |    |
| 3                                                               |        |        |   |   |   |   |    |    |    |
| 4                                                               |        |        |   |   |   |   |    |    |    |
| 5                                                               |        |        |   |   |   |   |    |    |    |
| 6                                                               |        |        |   |   |   |   |    |    |    |
| 7                                                               |        |        |   |   |   |   |    |    |    |
| 8                                                               |        |        |   |   |   |   |    |    |    |
| Fuente: Federación Española de Hockey; actualización automática |        |        |   |   |   |   |    |    |    |

## Playoffs
|  | Cuartos de final |  |  |  |  |  |  |  |  |  |  |  |  |
|  |                  |  |  |  |  |  |  |  |  |  |  |  |  |
|  |                  |  |  |  |  |  |  |  |  |  |  |  |  |
|  |                  |  |  |  |  |  |  |  |  |  |  |  |  |
|  |                  |  |  |  |  |  |  |  |  |  |  |  |  |
|  |                  |  |  |  |  |  |  |  |  |  |  |  |  |
|  |                  |  |  |  |  |  |  |  |  |  |  |  |  |
|  |                  |  |  |  |  |  |  |  |  |  |  |  |  |
|  |                  |  |  |  |  |  |  |  |  |  |  |  |  |
|  |                  |  |  |  |  |  |  |  |  |  |  |  |  |
|  |                  |  |  |  |  |  |  |  |  |  |  |  |  |
|  |                  |  |  |  |  |  |  |  |  |  |  |  |  |
|  |                  |  |  |  |  |  |  |  |  |  |  |  |  |
|  |                  |  |  |  |  |  |  |  |  |  |  |  |  |
|  |                  |  |  |  |  |  |  |  |  |  |  |  |  |
|  |                  |  |  |  |  |  |  |  |  |  |  |  |  |
|  |                  |  |  |  |  |  |  |  |  |  |  |  |  |
|  |                  |  |  |  |  |  |  |  |  |  |  |  |  |
|  |                  |  |  |  |  |  |  |  |  |  |  |  |  |
|  |                  |  |  |  |  |  |  |  |  |  |  |  |  |
|  |                  |  |  |  |  |  |  |  |  |  |  |  |  |
|  |                  |  |  |  |  |  |  |  |  |  |  |  |  |
|  |                  |  |  |  |  |  |  |  |  |  |  |  |  |
|  |                  |  |  |  |  |  |  |  |  |  |  |  |  |
|  |                  |  |  |  |  |  |  |  |  |  |  |  |  |
|  |                  |  |  |  |  |  |  |  |  |  |  |  |  |